# Horná Lehota, Dolný Kubín
Horná Lehota este o comună slovacă, aflată în districtul Dolný Kubín din regiunea Žilina, pe malul râului Orava⁠(d). Localitatea se află la altitudinea de 517 m deasupra n.m., se întinde pe o suprafață de 15,34 km2 și în 2017 număra 551 de locuitori.

## Istoric
Localitatea Horná Lehota este atestată documentar din 1420.

## Demografie
| An:                | 1994 | 2004   | 2014   | 2024   |
| ------------------ | ---- | ------ | ------ | ------ |
| Număr de persoane: | 526  | 515    | 561    | 598    |
| Diferență:         |      | −2,09% | +8,93% | +6,59% |

| An:                | 2023 | 2024   |
| ------------------ | ---- | ------ |
| Număr de persoane: | 573  | 598    |
| Diferență:         |      | +4,36% |